# Desnasalización
En fonética, la desnasalización es la pérdida del flujo de aire nasal en un sonido nasal, como una consonante nasal o una vocal nasal. Eso puede deberse a una patología del habla pero también ocurre cuando los senos nasales están bloqueados por un resfriado común, cuando se llama voz nasal, que no es un término lingüístico. Acústicamente, se trata de la "ausencia de la resonancia nasal esperada". El símbolo en el exIPA es ⟨ ◌͊ ⟩ .
Cuando uno habla con un resfriado, los conductos nasales todavía funcionan como una cavidad resonante, por lo que una nasal desnasalizada [m͊] no suena como una oclusiva oral sonora [b] , y una vocal denasalizada [a͊] no suena como una vocal oral [u] .
Sin embargo, existen casos de desnasalización histórica o alofónica que han producido oclusivas orales. En algunos idiomas con vocales nasales, como Paicî, las consonantes nasales pueden aparecer sólo antes de las vocales nasales; antes de las vocales orales se encuentran oclusivas prenasalizadas. Es probable que esa variación alofónica se deba a un proceso histórico de desnasalización parcial.
De manera similar, varias lenguas alrededor de Puget Sound sufrieron un proceso de desnasalización hace unos 100 años. Excepto en registros especiales del habla, como el lenguaje infantil, las nasales [m, n] se convirtieron en oclusivas sonoras [b, d]. De los registros históricos se desprende que hubo una etapa intermedia en la que las oclusivas eran oclusivas prenasalizadas [ᵐb, ⁿd] o nasales post-paradas [mᵇ, nᵈ].
Algo similar ha ocurrido con las iniciales de palabras nasales en coreano ; en algunos contextos, /m/, /n/ se desnasalizan a [b, d]. El proceso a veces se representa con IPA [m͊] y [n͊] , que simplemente coloca el diacrítico de denasalización IPA ◌͊ en [m] y [n] para mostrar el fonema subyacente.
En patología del habla, la práctica varía en cuanto a si ⟨ m͊ ⟩ es un /m/ parcialmente denasalizado , con ⟨ b ⟩ para una denasalización completa, o es un objetivo /m/ ya sea parcialmente desnasalizado [m͊᪻] o completamente oral [b] .